# Julie Gavras
Pour les articles homonymes, voir Gavras.
Julie Gavras est une réalisatrice française de courts et longs métrages ainsi que de documentaires et de podcasts.

## Biographie
Fille de Costa-Gavras et de Michèle Ray-Gavras, Julie Gavras, née Eléna Julie Gavras, est la sœur cadette d'Alexandre Gavras et la sœur aînée de Romain Gavras.
Elle fait des études supérieures de lettres (au lycée Victor-Duruy et au lycée Fénelon) puis de droit (à l'université Paris II, Panthéon-Assas), avant de s'orienter vers le cinéma. D'abord assistante en France et en Italie, sur des films publicitaires, des téléfilms et des longs métrages (La Voleuse de Saint-Lubin de Claire Devers en 1999), elle travaille avec les réalisateurs Robert Enrico, Jacques Nolot, Alexandre Jardin, Camille de Casabianca ou Michele Soavi.
Elle réalise son premier court-métrage, Oh les beaux dimanches, en 1998 puis, en 2000, un documentaire, De l'aube à la nuit : chants des femmes du Maroc. En 2001, elle réalise un nouveau documentaire sur une classe d'école primaire travaillant sur le cinéma Le Corsaire, le Magicien, le Voleur et les Enfants.
En 2006, elle réalise son premier long métrage La Faute à Fidel !, d'après le roman éponyme de l'italienne Domitilla Calamai.
En 2011, elle tourne un second long métrage, Late Bloomers, en anglais à Londres avec Isabella Rossellini, William Hurt, Simon Callow et Joanna Lumley. Le film, présenté au festival de Berlin, remporte le prix du public au festival de Séville.
En 2018, Arte diffuse Les Bonnes Conditions, documentaire tourné sur une période de 13 ans ; le film suit, de la classe de seconde jusqu'à la veille de leurs 30 ans, huit jeunes du 7e arrondissement de Paris,. Il montre l'influence du milieu de naissance, ici le milieu bourgeois, sur l'entrée dans la vie adulte.

## Filmographie
- 2000 : De l'aube à la nuit : chants des femmes du Maroc, documentaire, Arte
- 2002 : Daniel Pennac : voici des mots, documentaire, Arte
- 2002 : Le Corsaire, le Magicien, le Voleur et les Enfants, documentaire (sortie en salle en janvier 2002)
- 2003 : J'ai 17 ans l'âge de raison, documentaire, France 5
- 2006 : La Faute à Fidel ! Sélection Festival de Sundance 2007 - Grand Prix du jury Festival du film de la Réunion 2006 - Prix fiction au Festival international du film d’histoire de Pessac 2006 - Prix Michel d’Ornano de la Motion Picture Association au Festival de Deauville 2006
- 2011 : Trois fois 20 ans (Late Bloomers) Festival de Berlin 2011 - Prix du public, European Film Festival de Séville 2011
- 2018 : Les Bonnes Conditions, documentaire, production Zadig / KG Productions / Arte
- 2022 : Cherchez la femme[8], série animée documentaire, production Zadig / Arte[9],[10]
- 2024 : (La petite maison)Toujours dans la Prairie[11],[12],[13], production Zadig / M6[14]

## Clips
- Mes Chers Amis et Mon plus bel incendie d'Arman Méliès
- Amazone du groupe La Maison Tellier
- Je ne te dirai pas de Clarika

## Divers
- Le Dessous des Cartes - Arte. Émissions des années 2018 à aujourd'hui
- L'Expérience sur France Culture : Émissions Les 4 Elles[15]/ La longue peine / 35° à Athènes : mon père, mon fils et la guerre civile grecque[16]
- Profils sur Arte Radio : La maison du loup[17]